# Oomoto
Oomoto (大本, Ōmoto, Gran Font, o Gran Origen), també coneguda com a Oomoto-kyo (大本教, Ōmoto-kyō) és una religió japonesa fundada el 1892 per Nao Deguchi. Els practicants d'Oomoto solen reconèixer figures religioses notables d'altres creences com a kami.

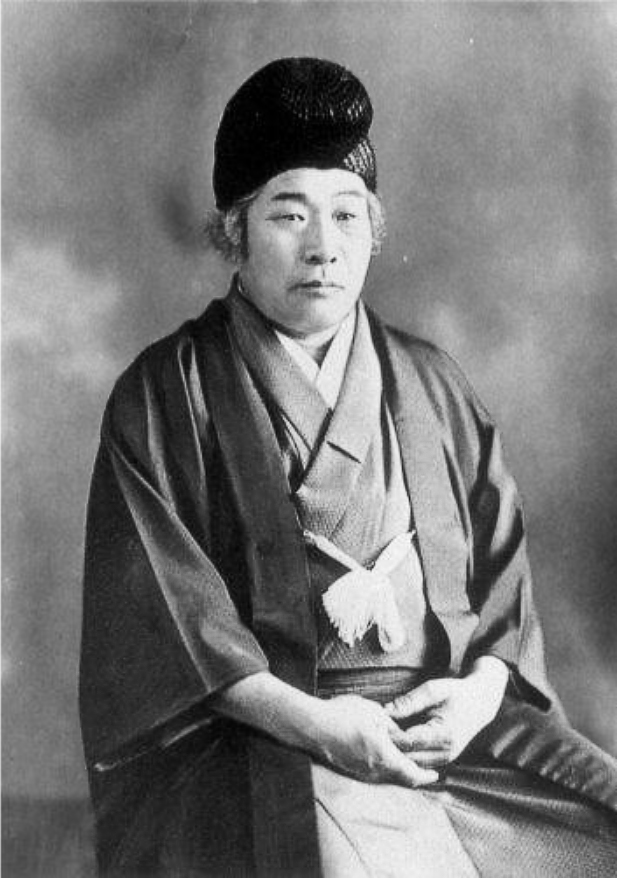
Deguchi Onisaburo

Oomoto-kyo va tenir una gran influència en Morihei Ueshiba, fundador de l'Aikido. Des del començament, l'Oomotokyo ha estat molt lligat a la llengua auxiliar internacional esperanto. Així, va decidir utilitzar-la perquè el seu missatge arribés a tothom per igual. Gràcies a una donació de Oomoto, des del 1987 l'Associació Universal d'Esperanto atorga anualment el Premi Deguĉi en reconeixement de persones o projectes actius en l'esperanto com a potencial recurs per a la pau mundial i per a la felicitat de la humanitat, segons els ideals de L. L. Zamenhof i els ensenyaments de Deguĉi Onisaburo, qui va ser una figura important en aquesta religió. Alguns dels guardonats amb aquest premi han estat Claude Piron, William Auld, Mireille Grosjean i Hori Jasuo.